# Јене Вадлер
Јене Вадлер (мађ. Wádler Jenő; рођен негде у Мађарској, 1887 — ?) био је мађарски сликар.
Рођен негде у Мађарској 1887. године. У Велики Бечкерек долази 1897. године, када уписује гимназију. Матурирао је у истој школи 1906. године. Приликом оснивања групе „Великобечкеречки импресионисти” поменут је у листу „Торонтал” међу учесницима изложбе као „сликар, ученик Антала Штрајтмана”. Његово име се после 1912. нигде више не појављује.